# The Outpost (film)
The Outpost è un film del 2020 diretto da Rod Lurie.
La pellicola è l'adattamento cinematografico del libro The Outpost: An Untold Story of American Valor, scritto da Jake Tapper, e narra la battaglia di Kamdesh, avvenuta il 3 ottobre 2009 durante la guerra in Afghanistan, dove trecento talebani assalirono una base militare statunitense in cui si trovavano cinquantaquattro militari.

## Trama
Il 3 ottobre 2009, nella provincia di Nurestan, mentre i soldati americani hanno il compito di scovare i talebani tra la popolazione locale e contenere l'attacco dei ribelli ad un avamposto nella catena dell'Hindu Kush, il capitano Keating, i suoi 52 uomini e 140 soldati afgani sono assediati nella loro base da un esercito di 300 combattenti talebani.

## Promozione
Il primo trailer del film viene diffuso il 21 maggio 2020.

## Distribuzione
Il film doveva essere presentato al South by Southwest il 14 marzo 2020, ma a causa della pandemia di COVID-19 il festival è stato cancellato. La pellicola è stata distribuita nelle sale cinematografiche statunitensi e on demand a partire dal 2 luglio 2020. In Italia è stato trasmesso per la prima volta il 31 maggio 2021 su Sky Cinema Uno.

## Accoglienza

### Critica
Sull'aggregatore Rotten Tomatoes il film ha ricevuto il 92% delle recensioni professionali positive con un voto medio di 7,8 su 10 basato su 100 critiche, mentre su Metacritic ottiene un punteggio di 71 su 100 basato su 19 critiche.

## Riconoscimenti
- 2020 - National Board of Review[7]
  - Migliori dieci film indipendenti
- 2021 - Critics' Choice Awards[8]
  - Candidatura per la miglior canzone (per Everybody Cries)
- 2021 - Critics Choice Super Awards[9]
  - Candidatura per il miglior film d'azione
  - Candidatura per il miglior attore in un film d'azione a Caleb Landry Jones
- 2021 - Satellite Award[10]
  - Candidatura per la miglior canzone originale (per Everybody Cries)